# Arroz de Valencia

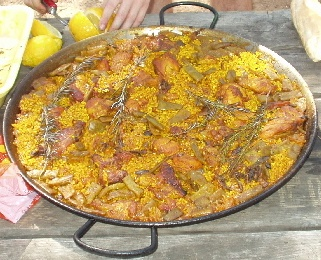
Paella valenciana.

Arroz de Valencia (en valenciano Arròs de València) es una denominación de origen protegida que identifica el cultivo del arroz en la Comunidad Valenciana.

## Historia
Debido a sus características físicas, el litoral de la Comunidad Valenciana es un lugar idóneo para el cultivo del arroz, ya que existen una gran cantidad de marjales y zonas húmedas fácilmente inundables. El cultivo del arroz fue introducido en la península ibérica tras la conquista musulmana en el año 711 siendo cultivado de manera casi inmediata en la Comunidad Valenciana.
El documento más antiguo que testifica la existencia de arrozales en el territorio valenciano es el Llibre del Repartiment de Valencia mediante el cual Jaime I repartió los territorios recién conquistados entre sus colaboradores en el año 1238.

## Zona geográfica
Las zonas dónde se cultiva arroz son diversos humedales de las tres provincias valencianas aunque principalmente se da en municipios del área de influencia del parque natural de la Albufera.
La lista de municipios es la siguiente:
En el área de influencia del parque natural de la Albufera (Provincia de Valencia): Albal, Albalat de la Ribera, Alfafar, Algemesí, Alcira, Beniparrell, Catarroja, Cullera, Masanasa, Sedaví, Silla, Sollana, Sueca y Valencia.
Otros municipios de la provincia de Valencia: Alginet, Almácera, Almusafes, Alquería de la Condesa, Alcudia de Carlet, Benifayó, Corbera, Favareta, Fortaleny, Llaurí, Masamagrell, Oliva, Puebla de Farnals, Poliñá de Júcar, Puzol, Riola, Sagunto y Tabernes de Valldigna.
Municipio de la provincia de Alicante: Pego (junto con Oliva, en el área de influencia del Parque natural del Marjal de Pego-Oliva.
Municipios de la provincia de Castellón: Almenara, Chilches y Castellón de la Plana.

## Variedades
La denominación de origen protege el cultivo de tres variedades tradicionales valencianas Bomba, Sénia y Bahía tanto en la variedad blanca como integral.

## Gastronomía
El cultivo del arroz ha sido tradicionalmente tan importante en la Comunidad Valenciana que ha influenciado en gran parte su gastronomía. Por ello una gran parte de los platos típicos valencianos tienen en el arroz un elemento fundamental. Si alguno destaca sin duda es la paella que se originó en los arrozales cercanos a la Albufera. Sin embargo también son reseñables entre otros muchos el arroz a banda, el arroz negro, el arroz con judías y nabos, el arroz al horno o el arroz con costra.